# Суха балка (заповідне урочище)
Суха Балка — заповідне урочище місцевого значення в Україні. Розташоване на території Олександрівського району Кіровоградської області. 
Площа — 200 га, статус отриманий у 2013 році.